# Большой Берчикуль
Большой Берчикуль — село в Тисульском районе Кемеровской области. Входит в состав Утинского сельского поселения.

## География
Центральная часть населённого пункта расположена на высоте 339 метров над уровнем моря. Расположен на берегу озера Большой Берчикуль

## Население
По данным Всероссийской переписи населения 2010 года, в селе Большой Берчикуль проживает 230 человек (114 мужчины, 116 женщин).